# Лососьниця
Лососьниця (пол. Łosośnica) — село в Польщі, у гміні Ресько Лобезького повіту Західнопоморського воєводства.
Населення — 341 особа (2011).
У 1975-1998 роках село належало до Щецинського воєводства.

## Демографія
Демографічна структура станом на 31 березня 2011 року:
|          | Загалом | Допрацездатний вік | Працездатний вік | Постпрацездатний вік |
| -------- | ------- | ------------------ | ---------------- | -------------------- |
| Чоловіки | 170     | 58                 | 108              | 4                    |
| Жінки    | 171     | 38                 | 105              | 28                   |
| Разом    | 341     | 96                 | 213              | 32                   |